# 上杉満生
上杉 満生（うえすぎ みつお、1939年11月13日 - 2009年12月25日）は、日本の写真家。琵琶湖などの風景写真を得意とした。

## 経歴・人物
第1回前田真三賞（旧風景写真新人杯）受賞者。日本風景写真協会（略称JNP）創立に参画。
日本風景写真協会の創設に尽力し、同協会初代会長として卓越したリーダーシップを発揮して1400名を超える組織を育て、まとめて来られたことは多くの風景写真愛好家の知るところである。
- 1939年、熊本県荒尾市に生まれる。
- 1958年、福岡県立三池高等学校卒業。
- 1963年、同志社大学文学部美学科卒業。
- 1993年10月、第1回前田真三賞受賞。
- 2001年7月、日本風景写真協会を創立。
- 2009年12月25日、肺がんのために逝去[2]。
- 2011年4月、東京富士フイルムフォトスペースにて写真展開催 『四季麗奏』
- 2011年5月、大阪富士フイルムフォトスペースにて写真展開催 『四季麗奏』
- 2011年8月、名古屋富士フイルムフォトスペースにて写真展開催『四季麗奏』
- 2011年12月、京都文化博物館にて写真展開催『四季麗奏』

## 主な写真集
- 湖北の詩―琵琶湖の野鳥たち (1992年)
- 湖国の水鳥　(1993年)
- 湖の詩 (1994年)
- 渓山季樹  (1996年)
- 渓山多彩 (1999年)
- 琵琶湖―美しい湖北をより美しく撮る(2002年)
- 渓山季彩 (2003年)
- 四季の旋律 (2007年)
- 四季麗奏

## 補足
前田真三賞: 風景写真では国内最高峰の写真コンテストで二年がかりで審査される。一年目の予選は10枚二年目の本選は30枚の組写真を提出する必要があり、全て一貫性のあるテーマによって組まれていなければならず大変高いレベルが要求される。また金、銀、銅、入賞、佳作などの種類の賞は無く、前田真三賞という賞が一つだけある事も特徴。